# Quebrachos megye
Quebrachos egy megye Argentína északi részén, Santiago del Estero tartományban. Székhelye Sumampa.

## Népesség
A megye népessége a közelmúltban a következőképpen változott:
| Év   | Lakosság |
| ---- | -------- |
| 2001 | 11 299   |
| 2010 | 10 568   |